# Леон Гулевич
Леон Гулевич гербу Новина (пом. не раніше 1798) — урядник і державний діяч часів Республіки Обох Націй (Речі Посполитої). Син Михайла Гулевича та його дружини Маріанни Виговської. Посади (уряди): овруцький судовий віце-регент (1774), гродський писар (1782), підстароста (1783), луцький (1786) та волинський (1788) ловчий, наприкінці 1791 чи на початку 1792 року став реґентом меншої коронної канцелярії. Посол сеймів (зокрема, 1786). За його сприяння 27 листопада 1791 року 364 «обивателі» Луцького повіту підписали лист, у якому підтримували Конституцію 3 травня. Підтримував стосунки з Гуго Коллонтаєм (зокрема, листувався ще у 1793 році).